# Mafalda Anjos
Ana Mafalda Jerónimo dos Anjos (Paço de Arcos, Oeiras, 20 de outubro de 1975) é uma jornalista portuguesa, com o nome profissional de Mafalda Anjos. De setembro de 2016 a dezembro de 2023, foi diretora da revista Visão e é comentadora residente da CNN Portugal desde 2021 e radialista na Antena 1. É casada e tem 4 filhos. 

## Percurso académico e profissional
Mafalda Anjos estudou na Escola Alemã de Lisboa. Concluiu o Abitur em 1993 com distinção, tendo recebido o prémio Cristina Louro Morgenstern. É licenciada em Direito pela Faculdade de Direito da Universidade de Lisboa em 1998. Concluiu o estágio para a Ordem dos Advogados Portugueses em 2000, mas suspendeu a atividade profissional de advogada. 
Em 1999 fez o curso de aperfeiçoamento em Imprensa do Cenjor. 
Começou a carreira de jornalista na revista Exame, e um ano depois integrou a equipa fundadora da revista Focus portuguesa. Em 2001 começa a trabalhar no Semanário Económico como editora da secção de mercados e, posteriormente, como sub-diretora.  
Em 2008 assume a editoria da revista principal do jornal Expresso , função que desempenhou durante sete anos. 
Nesse ano faz uma formação de Newsplex no IFRA Centre for Advanced News Operations, na Universidade de Columbia, na Carolina do Sul. 
Em 2015 integra a direção da Visão, como diretora-adjunta, e em setembro de 2016 é nomeada diretora da revista Visão. É também fundadora e diretora das revistas Visão Saúde, Visão Biografia e A Nossa Prima.
Além da direção da Visão e respetivas sub-marcas, assumiu entre 2018 e 2022 também as funções de publisher no grupo editorial Trust in News.
Em dezembro de 2023 apresenta a sua demissão como diretora da revista Visão. "Apresentei a minha demissão da direção da VISÃO. Deixo a revista no início do ano, porque não estou alinhada com a estratégia do grupo, o que me impede de prosseguir com o projeto a que me propus, e também porque quero fazer outras coisas — mais televisão, mais rádio, mais novos projetos. Encerra-se assim mais um ciclo e abre-se outro", explicou.
É, desde o dia de estreia do canal, em Novembro de 2021, comentadora residente na CNN Portugal.
É, desde setembro de 2023, comentadora da Antena 1, onde fez o programa de comentário de atualidade social e política A Virtude do Meio .   
Em 2024 estreou a série de programa e podcast Anatomia do Ressentimento, onde se propõe a explorar, com um conjunto de convidados, este sentimento poderoso, combustível para o crescimento dos populismos em todo o mundo, mergulhando nas suas causas e nos seus efeitos psicológicos, sociais e políticos.

## Júris e conferências
Em 2018 foi uma das oradoras convidadas pelo Presidente da República, Marcelo Rebelo de Sousa, para o programa "Jornalistas no Palácio" .
Em 2019 foi uma das oradoras convidadas para a conferência "Informação e Desinformação na Era Digital", organizada pela Comissão de Cultura, Comunicação, Juventude e Desporto da Assembleia da República, para falar dos desafios do jornalismo da era digital  .
Faz parte, desde 2017, dos prémios Mulheres Inspiradoras Activa .
Faz parte, desde 2016, do júri dos Prémios Meios & Publicidade .
Em 2020 integra o júri do Prémio de Jornalismo Luso-Alemão .

## Obras
É autora do podcast de comentário político e económico Olho Vivo, criado em 2020.
É co-autora do livro 101 Perguntas e Respostas do Direito da Internet e Informática , publicado em 2002.
É co-autora do livro A Psicologia da Estupidez na Política , publicado em 2023.
EM 2024 lançou o livro Carta a um Jovem Decente, inspirado nas cartas que escreveu aos seus filhos quando atingiram a maioridade, com um prefácio onde 20 notáveis portugueses, como Marcelo Rebelo de Sousa, Luís Montenegro, Capicua, Joana Marques, Daniel Sampaio ou Sobrinho Simões partilham as suas lições de vida. "É um modestíssimo contributo para a (re)construção de uma ideia de decência, a pensar sobretudo nos jovens, mas também nos pais, avós, educadores, e em todos os que se interessam pela vida pública", lê-se no prefácio.  